# وادی عبدان (روستا)
 وادی عبدان  به عربی ( وادی عَبَدان )، روستایی است در دهستان عبدان از توابع استان تَعِز در کشور یمن در شبه جزیره عربستان. 
همچنین نام دره‌ای است مشهور در ضلع شمالی روستا، در جبال اکرم که یکی از مناطق گردشگری است وجلگنهای انبوهی از درختان کوهستانی مانند کُنار، کُور و سمر در آن دره وجود دارد.

## جمعیت
جمعیت آن (۵۰ ) نفر (۶ خانوار) می‌باشد.